# Perth Lynx
Le Perth Lynx sono una società cestistica avente sede a Perth, in Australia. Fondate nel 1988, giocano nella WNBL.
Disputano le partite interne al Western Australian Basketball Centre.